# КИМЭП (университет)
Университет КИМЭП (каз. КИМЭП Университеті; англ. KIMEP University) — частно-государственный вуз, расположенный в городе Алматы, Казахстан. Осуществляет деятельность в сфере высшего образования в соответствии с кредитной системой обучения. Занятия проводятся на английском языке.
Институт расположен в юго-восточной части города Алматы на территории бывшей высшей партийной школы ЦК Компартии Казахстана на пересечении проспектов Достык и Абая. Рядом расположены такие достопримечательности, как гостиница «Казахстан» и памятник Абаю Кунанбаеву.

## История

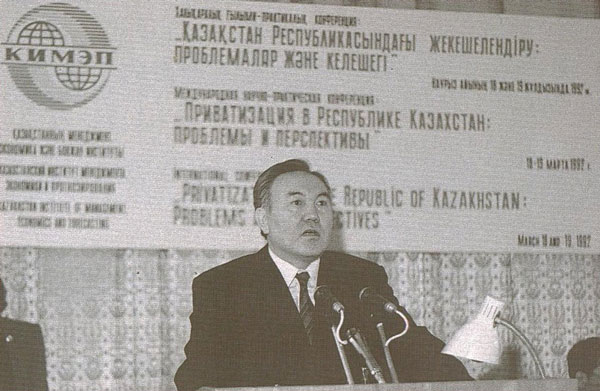
Президент Назарбаев выступает в КИМЭП на конференции по приватизации в 1992 году.

14 января 1992 года постановлением Президента Республики Казахстан Назарбаевым и благодаря поддержке крупного инвестора Мади Темирхана на базе «Института политологии и управления» был организован государственный «Казахстанский Институт Менеджмента, Экономики и Прогнозирования (КИМЭП)». Исполнительным директором института Назарбаев назначил своего бывшего советника по экономическим вопросам — Чан Иан Бэнг (Пан Чхан Ъён).
В 1992 году были открыты первые программы обучения — «Магистр делового администрирования» и «Магистр гуманитарных наук в области экономики», а в 1993 году был открыт набор на программу «Магистр государственного управления». Первый выпуск, состоящий из 81 слушателя программ «Магистр делового управления» и «Магистр гуманитарных наук в области экономики» состоялся в 1994 году.
В 1998 году был создан Центр подготовки руководящих кадров при поддержке Университета Макгилла. В 1999 году в КИМЭП открылись четырёхгодичные образовательные программы бакалавриата в области государственного управления и социальных наук.
21 февраля 2000 года Высшее государственное (послевузовское) учреждение образования «Казахстанский институт менеджмента, экономики и прогнозирования при Президенте Республики Казахстан (КИМЭП)» указом президента Назарбаева было передано в доверительное управление Чан Йан Бэнгу с правом последующего выкупа. В том же году Чан Йан Бэнг занял должность президента КИМЭП, в которой состоит до настоящего времени.
28 августа 2003 года «Государственное учреждение „Казахстанский институт менеджмента, экономики и прогнозирования при Президенте Республики Казахстан (КИМЭП)“» указом президента Назарбаева было реорганизовано в некомерческое акционерное общество.
В 2004 году «КИМЭП» стал частно-государственным учебным заведением, при этом доли акций распределились следующим образом: владелец 60 % акций — Чан Йан Бэнг, 40 % акций остались у Министерства образования и Науки РК.
Согласно Национальному рейтингу ведущих гуманитарно-экономических вузов Казахстана за 2024 год, университет занял 1-е место, набрав 62.13 балла из 100 возможных.

## Факультеты
В КИМЭП функционирует четыре факультета:
- Факультет Бизнеса им. Бэнга — специальности: бакалавриат в области финансов, учёта и аудита, маркетинга, менеджмента, информационных систем в бизнесе; магистратура в области делового администрирования, учёта и аудита, финансов, маркетинга.
- Факультет Социальных Наук — специальности: бакалавриат в области государственного и местного управления, журналистики, международных отношений, экономики; магистратура в области государственного и местного управления, международной журналистики, международных отношений, экономики.
- Факультет Права — специальности: бакалавриат в области международного права, юриспруденции,
- Факультет Гуманитарных Наук и Образования — специальности два иностранных языка, переводческое дело, когнитивные науки, магистратура в преподавании языка, и образовательная политика и менеджмент.

Преподавательский состав КИМЭП состоит из казахстанских и иностранных преподавателей. В КИМЭП Университете по данным 2025 года работает 131 преподаватель, большинство из которых имеют высокие академические степени и международную квалификацию:
- Доктор PhD — 72 человека
- Доктор наук — 7 человек
- Доктор по профилю — 8 человек
- Кандидат наук — 5 человек [7]

## Критика

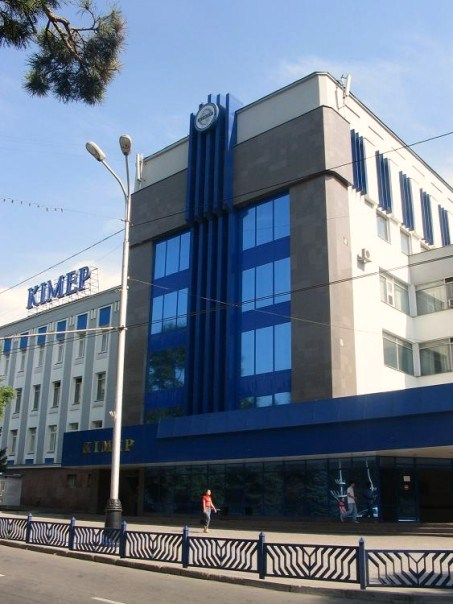
Academic building of KIMEP

В 2006 году несколько преподавателей опубликовали письмо, в котором обвиняли вуз в коррупции и протекционизме. В письме, адресованном в редакцию газеты «Chronicle of Higher Education», бывшие преподаватели КИМЭП заявили о дискриминации в области заключения договоров и выплаты зарплат в Институте. Кроме того, бывшие преподаватели опубликовали ещё одно письмо в оппозиционной газете «Республика» в котором обвинили руководство в ненадлежащем осуществлении профессиональных функций и отсутствии соответствующих квалификаций. В письме говорилось о том, что проводимые институтом тендеры выигрывает АО «ЮСКО Интернешнл» — компания, председателем правления которой является д-р Пан.
В той же газете был опубликован ответ Чан Йан Бэнга на данную статью, в которой было заявлено о несправедливости обвинений. Чан Йан Бэнг отметил, что согласно проведённому в 2006 г. опросу, 95 % сотрудников КИМЭП ответили, что порекомендовали бы вуз своим знакомым в качестве места работы. Чан Йан Бэнгом было указано, что преподаватели, которые увольняются из КИМЭП по собственному желанию, делают это по разным причинам, в том числе по личным мотивам и в связи с завершением установленных сроков пребывания в стране. В письме было отмечено, что из одиннадцати ремонтно-строительных проектов, осуществляемых в то время или же завершенных к тому моменту на территории КИМЭП, лишь два проекта выполнялись компанией «ЮСКО», а также, то что заявки по всем подобным проектам рассматриваются независимым комитетом.
В сентябре 2010 г. действие лицензии КИМЭП на ведение образовательной деятельности было приостановлено на 6 месяцев Министерством образования и науки РК. Министерство вменило в вину несоблюдение чисто технических стандартов, в том числе требований к соотношению студентов и преподавателей, несоответствие учебных площадей санитарным нормам, а также отсутствие диплома государственного образца. КИМЭП подал иск на постановление Минобразования о приостановке лицензии в суд г. Астана, при этом не прекращая свою деятельность. Наблюдатели указывают на тот факт, что университет функционировал на протяжении почти двадцати лет и предполагают, что внезапно возникнувшая проблема имеет политическую подоплёку. В октябре 2010 г. МОН РК возобновило действие лицензии КИМЭП, заявив, что все нарушения были устранены. Министр образования и науки Жансеит Туймебаев, издавший указ о приостановлении лицензии КИМЭП, вскоре после данных событий был переведен на другую должность, а пост Министра образования и науки занял Бахытжан Жумагулов.

## Вузы-партнёры
КИМЭП активно сотрудничает более чем с 70 вузами. В среднем, около 100 студентов КИМЭП ежегодно отправляются учиться за рубеж. В числе вузов-партнёров КИМЭП имеются следующие:
| Country | College or University                     |
| ------- | ----------------------------------------- |
| Canada  | Университет Лаваль                        |
| Germany | Университет прикладных наук Шмалькальдена |
| Germany | Унuверситет им. Гумбольдта                |
| Poland  | Collegium Civitas                         |
| Spain   | Universitat Internacional de Catalunya    |
| USA     | Государственный университет Диккинсон     |
| USA     | Университет им. Джорджа Мейсона           |
| USA     | Southeast Missouri State University       |
| USA     | Техасский государственный университет     |
| USA     | Университет Северного Колорадо            |
| USA     | Университет Сан-Франциско                 |
| USA     | Университет Вайоминга                     |
| USA     | Кьюка-колледж                             |

| Country     | College or University                            |
| ----------- | ------------------------------------------------ |
| Гонконг     | Баптистский университет Гонконга                 |
| Южная Корея | Женский университет Ewha                         |
| Южная Корея | Ханкукский университет зарубежных исследований   |
| Южная Корея | Кибер-университет Кореи                          |
| Южная Корея | Бизнес-школа при университете Кореи              |
| Южная Корея | Университет Кюн Хи                               |
| Южная Корея | Университет Пай Чай                              |
| Южная Корея | Пусанский университет зарубежный исследований    |
| Южная Корея | Женский университет Сукмюн                       |
| Южная Корея | Sungkyunkwan University                          |
| Южная Корея | Международная школа Халлим                       |
| Тайвань     | Университет Чинь Юнь                             |
| Таджикистан | Таджикский государственный университет коммерции |

КИМЭП является членом международной образовательной программы «Эразмус Мундус: Окно в Европейское Сотрудничество», Лот 9 (Erasmus Mundus External Cooperation Window Lot 9). Начиная с 2007 года более 40 студентов и преподавателей КИМЭП получили стипендии в рамках данной программы.